# Struktura wiekowa należności
Struktura wiekowa należności – instrument służący do monitorowania odbiorców zalegających z zapłatą.
Stanowi przekrój czasowy poszczególnych faktur (sprzedażowych dokumentów firmy, która taką strukturę sporządza), w oparciu o kwartały, półrocza, lata.
Zestawienie to służy sprawozdawczości samej jednostki gospodarczej i podejmowaniu dodatkowych decyzji w oparciu o informacje w nim przedstawione, jak również jest istotnym elementem sprawozdawczości finansowej w przypadku jednostek publicznych do nadrzędnych instytucji państwowych.